# دان ديفيس
دان ديفيس (بالإنجليزية: Dan Davis)‏ هو مقدم برامج إذاعية أمريكي، ولد في 20 سبتمبر 1942.